# Iberpapel
El Grupo Iberpapel es una empresa española dedicada a la fabricación de papel y pasta celulosa. La empresa tiene su sede en San Sebastián (País Vasco) y cotiza en la Bolsa de Madrid.

## Historia
La empresa nació como Papelera Guipuzcoana de Zicuñaga en 1935. En 1997 comienza a cotizar en la Bolsa. Cuenta con una importante posición en el mercado español y está presente en otros mercados de Europa, Sudamérica y el norte de África. 

## Áreas de negocio
La empresa tiene 3 áreas de negocio: actividad forestal con casi 30.000 hectáreas, fabricación de pasta, celulosa y producción/comercialización de papel.